# Кайдзю № 8
«Кайдзю № 8» (яп. 怪獣8号 Кайдзю: хати-го:) — манга, написанная и проиллюстрированная Наоей Мацумото. Публиковалась в сервисе цифровой манги Shonen Jump+ издательства Shueisha с июля 2020 по июль 2025 года и по состоянию на март 2025 года издана в пятнадцати томах-танкобонах. Студией Production I.G манга адаптирована в формат аниме-сериала, трансляция которого проходила с апреля по июнь 2024 года. Премьера второго сезона состоялась в июле 2025 года.

## Сюжет
В Японии монстры, известные под названием кайдзю, регулярно нападают на население, и Силам обороны Японии поручено их уничтожить. Кафка Хибино и Мина Асиро поклялись стать членами Сил обороны после того, как в детстве лишились родного города после нападения кайдзю. Мина стала известным командиром Третьего отряда Сил обороны, но Кафка много раз проваливал экзамены и стал в итоге членом бригады уборщиков Monster Sweeper Inc., чья деятельность заключается в уборке мёртвых тел кайдзю после битв. После того, как в тело Кафки проникло маленькое говорящее существо, он получает способность трансформироваться в кайдзю, которому Силы обороны дали кодовое имя «Кайдзю № 8». Кафка в обличье кайдзю остаётся полностью в сознании и обретает сверхчеловеческую силу, а также становится первым кайдзю, сбежавшим от Сил обороны.

## Персонажи
Кафка Хибино (яп. 日比野 カフカ Хибино Кафука) / Кайдзю № 8 (яп. 怪獣8号 Кайдзю: хати-го:)
Сэйю: Масая Фукуниси; Мэгуми Хан (в детстве)
Мина Асиро (яп. 亜白 ミナ Асиро Мина)
Сэйю: Асами Сэто
Рэно Итикава (яп. 市川 レノ Итикава Рэно)
Сэйю: Ватару Като
Кикору Синомия (яп. 四ノ宮 キコル Синомия Кикору)
Сэйю: Ай Файруз
Сосиро Хосина (яп. 保科 宗四郎 Хосина Сосиро)
Сэйю: Кэнго Каваниси
Ихару Фурухаси (яп. 古橋 伊春 Фурухаси Ихару)
Сэйю: Юки Син
Харуити Идзумо (яп. 出雲 ハルイチ Идзумо Харуити)
Сэйю: Кэйсукэ Комото
Аой Кагураги (яп. 神楽木 葵 Кагураги Аой)
Сэйю: Сюнсукэ Такэути
Кономи Оконоги (яп. 小此木 このみ Оконоги Кономи)
Сэйю: Саяка Сэмбонги
Ёсимура (яп. 吉村)
Сэйю: Томохиро Оно
Миикэ (яп. 三池)
Сэйю: Дзюн Фукусима
Масахидэ Токуда (яп. 徳田 マサヒデ Токуда Масахидэ)
Сэйю: Ютака Аояма
Мидзогути (яп. 溝口)
Сэйю: Мицуру Миямото
Кинугаса (яп. 衣笠)
Сэйю: Такуя Масумото
Мори (яп. 森)
Сэйю: Айван Сибата
Загадочный ёдзю (яп. 謎の幼獣 Надзо но ё:дзю:)
Сэйю: Тарако
Исао Синомия (яп. 四ノ宮 功 Синомия Исао)
Сэйю: Тэссё Гэнда
Таэ Наканосима (яп. 中之島 タエ Наканосима Таэ)
Сэйю: Муцуми Тамура
Кайдзю № 9 (яп. 怪獣9号 Кайдзю: кю:-го:)
Сэйю: Хироюки Ёсино
Такамити Хотака (яп. 穂高 タカミチ Хотака Такамити)
Сэйю: Томокадзу Сугита
Акари Минасэ (яп. 水無瀬 あかり Минасэ Акари)
Сэйю: Нэнэ Хиэда
Хакуа Игараси (яп. 五十嵐 ハクア Игараси Хакуа)
Сэйю: Маюко Кадзама
Рё Икаруга (яп. 斑鳩 亮 Икаруга Рё:)
Сэйю: Макото Фурукава
Кайдзю № 10 (яп. 怪獣10号 Кайдзю: дзю:-го:)
Сэйю: Кэнта Миякэ
Гэн Харуми (яп. 鳴海 弦 Харуми Гэн)
Сэйю: Коки Утияма
Эйдзи Хасэгава (яп. 長谷川 エイジ Хасэгава Эйдзи)
Сэйю: Хироки Ясумото
Рин Синономэ (яп. 東雲 りん Синономэ Рин)
Сэйю: Кана Ханадзава
Хикари Синомия (яп. 四ノ宮 ヒカリ Синомия Хикари)
Сэйю: Котоно Мицуиси

## Медиа

### Манга
Манга «Кайдзю № 8», написанная и проиллюстрированная Наоей Мацумото, публиковалась в сервисе цифровой манги Shonen Jump+ издательства Shueisha с 3 июля 2020 по 18 июля 2025 года. Состоит из 129 глав. Промовидео манги, представленное в формате новостной телепрограммы, транслировалось с 4 по 10 декабря 2020 года на большом экране Yunika Vision на станции Сэйбу-Синдзюку. Всего по данным на март 2025 года было издано пятнадцать томов-танкобонов.
Одновременно с Shonen Jump+ манга публиковалась под названием Monster #8 на английском языке в сервисе Manga Plus, также принадлежащему Shueisha, и на английском языке на веб-сайте американского издательства Viz Media под названием Kaiju No. 8. В феврале 2021 года Viz Media объявило о выпуске первого тома манги в печатном виде осенью этого же года. На русском языке манга доступна посредством сервиса Manga Plus; переводом глав занимается издательство «Истари комикс».
1 сентября 2025 года в сервисе Jump Toon издательства Shueisha станет доступна полностью цветная версия манги с вертикальной прокруткой страниц.

#### Спин-оффы
В декабре 2023 года стало известно о том, что манга получит спин-офф под названием Kaiju No. 8: B-Side (яп. 怪獣8号 side B), иллюстратором которого выступит Кэнтаро Хидано. Главы спин-оффа публиковались с 5 января по 12 июля 2024 года в Shonen Jump+; авторами оригинальной работы указаны Мацумото и Кэйдзи Андо. Перевод глав спин-оффа на английский язык публикуется с 4 января 2024 года в сервисе Manga Plus и на веб-сайте Viz Media. На территории Северной Америки тома спин-оффа будут издаваться Viz Media.
С 4 июня 2024 года в ежемесячном журнале сёнэн-манги Saikyo Jump публикуется второй спин-офф серии — Kaiju No. 8: Relax, автором которого выступил Кидзуку Ватанабэ. В Северной Америке он был лицензирован Viz Media.

#### Список томов
Основная серия
| №  | Дата публикации    | ISBN                   |
| -- | ------------------ | ---------------------- |
| 01 | 4 декабря 2020 г.  | ISBN 978-4-0888-2525-0 |
| 02 | 4 марта 2021 г.    | ISBN 978-4-0888-2611-0 |
| 03 | 4 июня 2021 г.     | ISBN 978-4-0888-2671-4 |
| 04 | 3 сентября 2021 г. | ISBN 978-4-0888-2815-2 |
| 05 | 3 декабря 2021 г.  | ISBN 978-4-0888-2872-5 |
| 06 | 4 марта 2022 г.    | ISBN 978-4-0888-3053-7 |
| 07 | 4 июля 2022 г.     | ISBN 978-4-0888-3170-1 |
| 08 | 4 ноября 2022 г.   | ISBN 978-4-0888-3305-7 |
| 09 | 3 марта 2023 г.    | ISBN 978-4-0888-3443-6 |
| 10 | 4 августа 2023 г.  | ISBN 978-4-0888-3613-3 |
| 11 | 4 декабря 2023 г.  | ISBN 978-4-0888-3747-5 |
| 12 | 4 апреля 2024 г.   | ISBN 978-4-0888-3898-4 |
| 13 | 4 июля 2024 г.     | ISBN 978-4-0888-4160-1 |
| 14 | 1 ноября 2024 г.   | ISBN 978-4-0888-4315-5 |
| 15 | 4 марта 2025 г.    | ISBN 978-4-0888-4492-3 |
| 16 | 4 сентября 2025 г. | ISBN 978-4-0888-4726-9 |

Kaiju No. 8: B-Side
| №  | Дата публикации   | ISBN                   |
| -- | ----------------- | ---------------------- |
| 01 | 4 апреля 2024 г.  | ISBN 978-4-0888-4010-9 |
| 02 | 4 октября 2024 г. | ISBN 978-4-0888-4271-4 |

Kaiju No. 8: Relax
| №  | Дата публикации    | ISBN                   |
| -- | ------------------ | ---------------------- |
| 01 | 1 ноября 2024 г.   | ISBN 978-4-0888-4312-4 |
| 02 | 4 апреля 2025 г.   | ISBN 978-4-0888-4418-3 |
| 03 | 4 сентября 2025 г. | ISBN 978-4-0888-4661-3 |

### Ранобэ
4 ноября 2022 года под импринтом Jump J-Books издательства Shueisha выпущено ранобэ под названием Kaiju 8-go mitchaku! Dai-3-butai (яп. 怪獣8号 密着! 第3部隊 Кайдзю: хати-го: миттяку! Дай-сан-бутай, букв. «Кайдзю № 8: Тесный контакт! Третий отряд»), содержащее побочную историю из четырёх глав. Было написано Кэйдзи Андо и проиллюстрировано автором манги Наоей Мацумото.
| №  | Дата публикации  | ISBN                   |
| -- | ---------------- | ---------------------- |
| 01 | 4 ноября 2022 г. | ISBN 978-4-0870-3525-4 |

### Аниме
Об аниме-адаптации манги было объявлено 5 августа 2022 года. 15 декабря 2022 года стало известно, что манга адаптирована в формат аниме-сериала, производством которого занялась студия Production I.G, а дизайном и художественным оформлением кайдзю — Studio Khara. На должность режиссёра был назначен Сигэюки Мия, сценаристом стал Итиро Окоти, дизайнером персонажей и главным режиссёром анимации — Тэцуя Нисио, дизайнером кайдзю — Махиро Маэда, арт-директором — Синдзи Кимура, а композитором — Юта Бандо. Премьера аниме-сериала состоялась 13 апреля 2024 года на TV Tokyo и других аффилированных с ним телеканалах, а также в социальной сети «Твиттер». Открывающая музыкальная тема аниме-сериала — «Abyss», исполненная певцом Yungblud; закрывающая — «Nobody», исполненная группой OneRepublic.
В Индии и за пределами Азии аниме-сериал лицензирован стриминговым сервисом Crunchyroll; на территории Южной и Юго-Восточной Азии он будет транслироваться посредством YouTube-каналов Ani-One Asia.
29 июня 2024 года, в день показа двенадцатой серии, было анонсировано продолжение сериала. 5 августа 2024 года стало известно, что продолжение будет выпущено в виде второго сезона, премьера которого состоялась 19 июля 2025 года. Открывающая музыкальная тема второго сезона — «You Can’t Run From Yourself», исполненная певицей Авророй; закрывающая — «Beautiful Colors», исполненная группой OneRepublic. Вместе со вторым сезоном были анонсированы фильм-компиляция первого сезона и новая оригинальная серия Hoshina’s Day Off (яп. 保科の休日 Хосина но кю:дзицу, «Выходной Хосины»); прокат обоих произведений проходил с 28 марта 2025 года в течение трёх недель в 32 кинотеатрах Японии. 5 июля состоялась премьера Hoshina’s Day Off на TV Tokyo и других аффилированных с ним телеканалах.
6 декабря 2024 года на YouTube-канале Toho Animation состоялась премьера серии короткометражных видео под названием «Минутка! Кайдзю № 8» (яп. ミニっと！かいじゅう8号 Минитто! Кайдзю: хати-го:).

#### Список серий первого сезона
| №  | Название | Режиссёр                                                              | Премьера в Японии |
| -- | --- | --------------------------------------------------------------------- | ----------------- |
| 01 | Человек, превратившийся в монстра «Кайдзю: ни натта отоко» (怪獣になった男)                                  | Томоми Камия                                                          | 13 апреля 2024 г. |
| 02 | Кайдзю против кайдзю «Кайдзю: о таосу кайдзю:» (怪獣を倒す怪獣)                                              | Такаюки Инагаки                                                       | 20 апреля 2024 г. |
| 03 | Реванш «Рибэндзи матти» (リベンジマッチ)                                                                     | Хитоми Эдзоэ                                                          | 27 апреля 2024 г. |
| 04 | Фортитуда 9,8 «Форутитю:до 9.8» (フォルティチュード9.8)                                                      | Кадзуки Ёкояма                                                        | 4 мая 2024 г.     |
| 05 | Зачисление «Нютаи!» (入隊!)                                                                                  | Кодзи Комураката                                                      | 11 мая 2024 г.    |
| 06 | Рассветная операция «Сагамихарское подавление» «Ёакэ но сагамихара то:бацу сакусэн» (夜明けの相模原討伐作戦) | Тэцудзи Накамура                                                      | 18 мая 2024 г.    |
| 07 | Кайдзю №9 «Кайдзю: кю:-го:» (怪獣9号)                                                                        | Ёсихидэ Ибата                                                         | 25 мая 2024 г.    |
| 08 | Добро пожаловать в Силы Обороны «Бо:эй таи э ё:косо» (防衛隊へようこそ)                                      | Харуо Окуно                                                           | 1 июня 2024 г.    |
| 09 | Налёт на базу Татикава «Татикава кити сю:гэки» (立川基地襲撃)                                                | Кодзи Комураката, Рёта Фурукава, Клэр Барбу де Курьер и Хиротака Мори | 8 июня 2024 г.    |
| 10 | Тайное стало явным «Бакуро» (曝露)                                                                           | Кэнта Куситани                                                        | 15 июня 2024 г.   |
| 11 | Восьмой в оковах «Тораварэта кайдзю: хати-го:» (捕らわれた怪獣8号)                                           | Аятака Танэмура                                                       | 22 июня 2024 г.   |
| 12 | Кафка Хибино «Хибино Кафука» (日比野 カフカ)                                                                 | Кацуя Кикути                                                          | 29 июня 2024 г.   |

### Игра
15 июня 2024 года состоялся анонс игры для смартфонов и персональных компьютеров под названием Kaiju No. 8: The Game, разработкой которой занимается студия Akatsuki Games. Игра будет доступна в сервисах App Store, Google Play и Steam.

## Приём

### Рейтинги
Американский журнал School Library Journal включил первый том «Кайдзю № 8» в десятку лучших манг 2021 года. В декабре 2021 года журнал Da Vinci издательства Media Factory в выпуске за январь 2022 года поставил мангу на двенадцатое место в рейтинге «Книга года». В выпуске журнала за январь 2023 года манга заняла двадцать шестое место. В ежегодном справочнике Kono Manga ga Sugoi! издательства Takarajimasha манга заняла третье место в списке лучшей манги 2022 года для читателей-мужчин. В рейтинге «Комиксы 2022 года, рекомендованные сотрудниками национальных книжных магазинов» интернет-магазина Honya Club манга заняла второе место из пятнадцати работ. По результатам опроса «Самая желанная аниме-адаптация манги», проведённого в рамках аниме-выставки AnimeJapan в марте 2022 года, «Кайдзю № 8» занял десятое место.

### Популярность
По словам Юты Момиямы, заместителя главного редактора Shonen Jump+, «Кайдзю № 8», наряду со «Семьёй шпиона», стали очень популярными сериями, особенно в сервисе Manga Plus. В декабре 2020 года отмечалось, что «Кайдзю № 8» набрал 30 миллионов просмотров, что сделало данную мангу самой часто просматриваемой в Shonen Jump+, и что каждая новая опубликованная глава набирает более миллиона просмотров. В феврале 2021 года манга достигла отметки в 70 миллионов просмотров. В апреле 2021 года манга набрала более 100 миллионов просмотров в Shonen Jump+.

### Продажи
Первый том серии был продан тиражом 90 831 копий за первую и 69 404 копий за вторую неделю. По состоянию на декабрь 2020 года тираж первых томов превысил 430 000 копий, включая продажи цифровых копий. В январе 2021 года отмечалось, что серия стала самой продаваемой новой мангой 2020 года всего за 28 дней с момента издания первого тома. По состоянию на март 2021 года тираж манги превысил один миллион печатных и 200 000 цифровых копий, что сделало мангу самой быстро продаваемой в сервисе Shonen Jump+ и первой, достигшей тиража в один миллион копий. Через 20 дней тираж достиг 1,5 миллиона копий. К июню 2021 года тираж манги составил 2,5 миллиона копий, а к середине месяца — 3 миллиона копий. По состоянию на сентябрь 2021 года тираж манги превысил 4 миллиона копий. По данным на декабрь 2021 года тираж манги составил более 5,5 миллионов копий. К началу августа 2022 года общий тираж манги составил более 8 миллионов проданных копий. По данным Oricon на декабрь 2022 года, пятый и шестой тома манги были проданы тиражом 834 159 и 731 886 копий соответственно. По данным на конец ноября 2023 года, девятый том был продан в количестве 505 921 копия.

### Критика
В положительном обзоре на первые пять глав Антонио Мирелес из The Fandom Post написал, что манга имеет привлекательную завязку сюжета и «тонну захватывающих аспектов, с которыми можно поиграться». Обозреватель отметил, что хотя трансформация — это часто встречающийся сюжетный приём, но, несмотря на это, персонаж Кафки «добавляет новую жизнь» в образ. Однако Мирелес назвал «позорным» переход сюжета от Monster Sweeper Inc к Силам обороны, поскольку первое могло быть источником увлекательных историй. Мирелес посчитал, что Кафка Хибино и его имя отсылает к повести «Превращение» Франца Кафки. Хотя Кикору Синомия была охарактеризована как «типичная избалованная девушка-гений», Мирелес назвал её интересной соперницей Кафки. Он высоко оценил дизайн кайдзю и иллюстрации, назвав их «красивыми и гротескными, но в хорошем смысле», но ему не понравилось, как автор подвергает самоцензуре внутренности кайдзю.
В путеводителе по манге зимы 2021 года Anime News Network Кристофер Фэррис, Ребекка Сильверман и MrAJCosplay положительно отозвались о главном герое, иллюстрациях, юморе и сюжетной концепции по уборке мёртвых тел кайдзю. Грант Джонс из Anime News Network в рецензии на первый том похвалил мангу, отметив завязку сюжета, персонажей, иллюстрации и юмор, заключив рецензию словами: «Честно говоря, эта [манга] очень перспективная, и мне не терпится увидеть, что ещё есть в запасе». Даллас Маршалл с сайта Comic Book Resources в обзоре на первый том отметил динамику сюжета, дизайн кайдзю, «проверенные временем сюжетные ходы сёнэн-манги» и отсылки к Францу Кафке, но посчитал иллюстрации недостаточно последовательными и детализованными.

### Награды и номинации

#### Манга
| Год  | Награда                               | Результат | Категория                                                 | Прим.         |
| ---- | ------------------------------------- | --------- | --------------------------------------------------------- | ------------- |
| 2021 | Манга тайсё                           | 6-е место | Лучшая манга                                              | [ 91 ] [ 92 ] |
| 2021 | Next Manga Award                      | Победа    | Лучшая веб-манга                                          | [ 93 ]        |
| 2021 | Tsutaya Comic Award                   | 2-е место | Гран-при                                                  | [ 94 ] [ 95 ] |
| 2022 | Культурная премия имени Осаму Тэдзуки | Номинация | Культурная премия                                         | [ 96 ]        |
| 2022 | Премия Айснера                        | Номинация | Лучшее американское издание иностранного материала — Азия | [ 97 ]        |
| 2022 | eBook Initiative Japan Manga Award    | Победа    | Гран-при                                                  | [ 98 ]        |

#### Аниме
| Год  | Награда                  | Результат  | Категория                                      | Номинант                            | Прим.           |
| ---- | ------------------------ | ---------- | ---------------------------------------------- | ----------------------------------- | --------------- |
| 2025 | Сатурн                   | Номинация  | Лучший анимационный сериал на телевидении      | «Кайдзю № 8»                        | [ 99 ]          |
| 2025 | Anime Trending Awards    | 7-е место  | Аниме года в жанре боевик или приключения      | «Кайдзю № 8»                        | [ 100 ]         |
| 2025 | Anime Trending Awards    | Победа     | Аниме года в жанре научная фантастика или меха | «Кайдзю № 8»                        | [ 101 ]         |
| 2025 | Anime Trending Awards    | 19-е место | Девушка года                                   | Кикору Синомия                      | [ 100 ]         |
| 2025 | Anime Trending Awards    | 10-е место | Девушка года — второй план                     | Мина Асиро                          | [ 100 ]         |
| 2025 | Anime Trending Awards    | 3-е место  | Лучшая анимация                                | Тэцуя Нисио                         | [ 100 ]         |
| 2025 | Anime Trending Awards    | 8-е место  | Лучший актёр озвучивания                       | Кэнго Каваниси в роли Сосиро Хосины | [ 100 ]         |
| 2025 | Anime Trending Awards    | 4-е место  | Опенинг года                                   | «Abyss» от Yungblud                 | [ 100 ]         |
| 2025 | Anime Trending Awards    | 2-е место  | Парень года — второй план                      | Сосиро Хосина                       | [ 100 ]         |
| 2025 | Anime Trending Awards    | 2-е место  | Сверхъестественное аниме года                  | «Кайдзю № 8»                        | [ 100 ]         |
| 2025 | Anime Trending Awards    | 3-е место  | Эндинг года                                    | «Nobody» от OneRepublic             | [ 100 ]         |
| 2025 | Crunchyroll Anime Awards | Номинация  | Аниме года                                     | Кайдзю № 8                          | [ 102 ]         |
| 2025 | Crunchyroll Anime Awards | Номинация  | Лучшая анимация                                | Кайдзю № 8                          | [ 102 ]         |
| 2025 | Crunchyroll Anime Awards | Номинация  | Лучшая песня в аниме                           | «Abyss» от Yungblud                 | [ 102 ]         |
| 2025 | Crunchyroll Anime Awards | Номинация  | Лучший актёр дубляжа (испанский)               | Омар Санчес в роли Кафки Хибино     | [ 102 ]         |
| 2025 | Crunchyroll Anime Awards | Номинация  | Лучший актёр дубляжа (итальянский)             | Маттия Брессан в роли Кафки Хибино  | [ 102 ]         |
| 2025 | Crunchyroll Anime Awards | Номинация  | Лучший актёр дубляжа (кастильский)             | Марио Балларт в роли Кафки Хибино   | [ 102 ]         |
| 2025 | Crunchyroll Anime Awards | Номинация  | Лучший актёр дубляжа (немецкий)                | Феликс Камин в роли Кафки Хибино    | [ 102 ]         |
| 2025 | Crunchyroll Anime Awards | Номинация  | Лучший актёр дубляжа (португальский)           | Эйтор Асали в роли Рэно Итикавы     | [ 102 ]         |
| 2025 | Crunchyroll Anime Awards | Победа     | Лучший актёр дубляжа (французский)             | Адриен Антуан в роли Кафки Хибино   | [ 102 ]         |
| 2025 | Crunchyroll Anime Awards | Номинация  | Лучший актёр дубляжа (хинди)                   | Рушикеш Пхунсе в роли Кафки Хибино  | [ 102 ]         |
| 2025 | Crunchyroll Anime Awards | Номинация  | Лучший главный персонаж                        | Кафка Хибино                        | [ 102 ]         |
| 2025 | Crunchyroll Anime Awards | Номинация  | Лучший дизайн персонажей                       | Тэцуя Нисио                         | [ 102 ]         |
| 2025 | Crunchyroll Anime Awards | Номинация  | Лучший новый сериал                            | «Кайдзю № 8»                        | [ 102 ]         |
| 2025 | Crunchyroll Anime Awards | Номинация  | Лучший опенинг                                 | «Abyss» от Yungblud                 | [ 102 ]         |
| 2025 | Crunchyroll Anime Awards | Номинация  | Лучший экшен                                   | «Кайдзю № 8»                        | [ 102 ]         |
| 2025 | Crunchyroll Anime Awards | Номинация  | Лучший эндинг                                  | «Nobody» от OneRepublic             | [ 102 ]         |
| 2025 | Japan Expo Awards        | Номинация  | Премия «Дарума» за лучшее аниме в жанре боевик | «Кайдзю № 8»                        | [ 103 ] [ 104 ] |
| 2025 | Japan Expo Awards        | Победа     | Премия «Дарума» за лучший эндинг               | «Nobody» от OneRepublic             | [ 103 ] [ 104 ] |